# Grégoire Michonze
Grigore Michonze / Grégoire Michonze / Grigore Michonznic (n. 22 martie 1902, Chișinău, - d. 29 decembrie 1982, Paris) a fost un pictor francez din Basarabia, actuala Republică Moldova, pe atunci aparținând Imperiului Rus.

## Biografie
Între anii 1919-1922, Michonze a studiat la o școală de arte locală, unde a pictat icoane rusești. Și-a continuat studiile la academia de arte din București, unde s-a împrietenit cu Victor Brauner. În 1922, se mută la Paris, unde îi cunoaște pe Benjamin Fondane, Ilarie Voronca, Henry Miller și Max Ernst. Acesta din urmă îl introduce în cercul suprarealiștilor precum André Breton, Paul Éluard, Yves Tanguy sau André Masson. Și-a continuat studiile la École des Beaux-Arts. În această perioadă, a dezvoltat o prietenie durabilă cu Chaim Soutine. Între 1934 și 1936, Michonze expune la Salon des Surindépendants. El își descrie lucrările din această perioadă ca "naturalism suprareal". După ce a luptat în al doilea război mondial, s-a stabilit în 1943 într-un studio pe Rue de Seine din Paris. În 1947 a devenit cetățean al Franței, iar în 1949 Fundația Franceză pentru Artă Modernă a cumpărat tabloul său "La moisson".
Între 1954 și 1977 și-a continuat stilul de viață. A avut sejururi îndelungate în Statele Unite la prietenul său Henry Miller. Michonze a mai călătorit în Israel, unde a expus picturi, și-a vizitat mama și s-a acomodat din nou cu rădăcinile sale evreiești.
A murit în 1982 în urma unui infarct miocardic în studioul său din Paris.
Michonze a fost reținut ca un suprarealist (chiar dacă nu toate picturile sale sunt suprarealiste) și mai ales ca un pictor figurativ, lucrările sale înfățișând, de regulă, peisaje și/sau grupuri de oameni. În 1959, într-o scrisoare către criticul Peter Stone, și-a expus principiul: "Subiectele mele n-au subiect. Ele există doar pentru o finalitate poetică. Dacă poezia este acolo, pânza este finalizată. Nicio istorie. Doar poezie pură, preferabil neintitulată."
În România este cunoscut îndeosebi pentru ilustrațiile sale la cartea lui Ilarie Voronca, "Petre Schlemihl".

## Expoziții (selecție)
- 1997: Galerie Francis Barlier, Paris
- 1985: Musée d'art moderne, Troyes (retrospectivă)
- 1974: Givon Gallery, Tel-Aviv
- 1947: Mayor Gallery, London
- 1946: Arcade Gallery, London
- 1934: Salon des Surindépendants, Paris

## Colecții (selecție)
- Musée d'art moderne, Troyes